# Joseph Franz von Jacquin
Joseph Franz von Jacquin, född den 7 februari 1766 i Schemnitz (nuvarande Banská Štiavnica), död den 4 december 1839 i Wien, var en österrikisk vetenskapsman som forskade inom medicin, kemi, zoologi och botanik.
Han examinerades 1788 som medicine doktor vid Wiens universitet och sändes 1788–1791 på en vetenskaplig resa till Tyskland, Frankrike och England av Frans II.
Von Jacquin över tog sin fars, Nikolaus Joseph von Jacquin, position som professor i botanik och kemi vid Wiens universitet från 1797 fram till pensioneringen 1838. Han invaldes som ledamot i Kungliga Vetenskapsakademien, Preussiska vetenskapsakademien, Vetenskapsakademien Leopoldina, Bayerische Akademie der Wissenschaften och Accademia delle Scienze di Torino.
Auktorsnamnet J.Jacq. kan användas för Joseph Franz von Jacquin i samband med ett vetenskapligt namn inom botaniken; se Wikipediaartiklar som länkar till auktorsnamnet.